# Манастир Свете Петке Иверица
Манастир Свете Петке „Иверица“ је средњовековни српски манастир из прве половине 14. века. Настао је у времеСтефан Урош V. Манастир се налази у атару Островице у општини Нишка Бања на око 20 km, источно од Ниша према Пироту, у средишњем делу Сићевачке клисуре, на десној обали реке Нишаве. Представља непокретно културно добро као споменик културе.
Манастир Свете Петке „Иверица“ познат је као први и једини војни манастир, у српској православној цркви и носио је назив — Краљевски српски војни манастир „Света Петка Иверица“.

## Статус и степен заштите
Због свог историјског, архитектонског и верског значаја манастир Св. Петке „Иверице“ у Островици проглашена је решењем Републичког завода за заштиту споменика културе Србије СК 238, Службени гласник СРС 28/8301 бр. 965/02, од 18. 12. 1963. и 28/83, за споменик културе од великог значаја, и уписана је у Централни регистар споменика културе у Републици Србији.
Надлежни завод који води локални регистар и бригу о овом локалитету је: Завод за заштиту споменика културе Ниш.

## Положај и карактеристике манастирског комплекса
Манастир Свете Петке Иверица, налази се у туристички најинтересантнијем и најлепшем четвртом (кањонском) делу Сићевачке клисуре, дугом 5,5 кm, познатом под именом Градиштански кањон. Кањон обухвата простор од железничког моста на Нишави код насеља Островица, где пруга прелази на леву обалу реке, до Белопаланачке котлине.
Географски положај
- Северна географска ширина: 40° 35′ 28"
- Источна географска дужина: 22° 01′ 05"
- Надморска висина: 260 m

Манастирски комплекс Света Петка Иварица, усечен је, на улазу у Градиштански кањон, у стенска масе северне стране кањона, који је на том делу висок 360 m и широк само 50 m, на десној обали реке Нишаве, 100 m северно од међународног магистралног пута и железничке пруге, Ниш—Софија—Истанбул, 22 кm од Ниша и 12 кm од Нишке Бање. На том месту међународна железничка пруга са десне обале Нишаве прелази на леву и након проласка кроз четири тунела напушта Сићевачку клисуру. Такође, уз десну обалу Нишаве почев од Манастира Света Петка Иварица, у Градиштанском кањону, узводно према Црвеној Реци, просечен је, и једним делом изграђен кроз 13 тунела, укупне дужине 1.045 m, међународни пут, Е-80, Ниш—Софија—Истанбул.

## Услови за настанак Манастира
Сићевачка клисура, пробојница реке Нишаве, непроходна све до пред крај 19. века када је овај простор ослобођен од вишевековног ропства од Османског царства и кроз њене теснаце и кречњачке громаде пробијена пруга Ниш—Софија, у својим живописним пределима и забитима скривала је вековима, иако „скромних размера и ненаметљивог изгледа“, значајна материјална и културна сведочанства средњовековне прошлости Ниша, Нишавља и Јужне Србије. На ово је утицала чињеница да је још из доба Римског царства Сићевачка клисура представљала за градитеље путева несавладиву препреку, па су је сви магистрални путни правци укључујући ту и чувени Виа Милитарис заобилазили са њене јужне стране, преко планине Куновице.
На овој планини 2. јануара 1444. године Српска и Угарска војска предвођена Ђурађ Бранковићем и Јанком Хувадином у свом последњем покушају да спречи османлијску војску у њеном освајачком походу на Балкан, успела је да у самом средишту Куновице, разбије и заустави Османлије. И поред првих успеха Српска и Угарска војска, под најездом све бројније османлијске војске, повлаче се са простора Нишавља и његови становници падају под вишевековно ропство Османлијског царства.
Такође и за градитеље путева из време Османлијског царства Сићевачка клисура је остала несавладива препрека па је остала по страни важних путева, или Цариградског друма, који је преко Куновице ишао скоро потпуно истом трасом као Виа Милитарис. То је стварало идеалне услове да се живот у неприступачним гудурама Сићевачка клисура одвијао у знаку духовног мира ослобођеног од страха, посебно у ратним временима и вишевековног ропства Србије под Османлијским царством.
Тај њен унутрашњи мир привлачио је многе духовнике, са разних простора Балкана. Тако је средином 15. века, почело насељавање Сићевачке клисуре монасима који су бежали са Истока према Западу, пред налетом Османлија. Међу њима су били монаси; Грци, Руси, Бугари, али и Срби са Свете горе. Све бројнији монаси су у скровитим и готово митским пределима Сићевачке клисуре градили су бројне манастире, цркве и црквишта, желећи да у њима достигну „духовне висине“ (истовремено штитећи сопствене животе од терора Османлија).
Тако је простор Сићевачке клисуре постао црквено средиште, са 20 манастира, цркава и црквишта, и пето стециште монашких заједница, нека врста мале „свете горе“, у којој су се књиге писале и осликавале, цркве и манастири обнављали или из основе градили и живописали.
Ова духовна, стецишта код околног становништва осмислила су многе легенде о тајновитим и готово митским пределима Сићевачке клисуре. Једно од њих је да су Манастиру Свете Петке османлије у знак одмазде, према непокорном становништву, пред вратима манастирског храма живо закопале дванаест девојака.“ При изградњи нове цркве, откопани су и пронађени остаци накита и кости, што потврђују да ово није само „обично народно предање“.
На све већи значај Сићевачке „свете горе“ утицала је и чињеница да је у време владавине Османлијског царства Ниш био административни и верски центар царевине, која је ограничавала све немуслиманске вере, тако да се верски и културни живот Срба и других хришћана, није могао да одвија у самом граду, па је велики број монаха, пренео духовни живот у мир беспућа Сићевачке клисуре. Такође су имућнији Срби из Ниша и околине водили бригу о црквама и манастирима и настојали да што даље од Османлија у миру и безбедно, обављају православне верске обреде.
За све време владавине Османлија дизане су буне и устанци, па су се по беспућима Сићевачке клисуре и у њеним манастирима крили и многи устаници и хајдуци, што је још више јачало цркве и манастире.

## Историја настанка првобитне цркве
Историја настанка првобитне Цркве манастира Свете Петке у Островици, није до краја истражена. То што је уз име светитељке Свете Петке додато „Иверица“, упућује на претпоставку да су стари манастир основали монаси из грузијског манастира Ивириона са Свете горе. По свој прилици, с краја 14. или с почетка 15. века, када је Османско царство било најјаче. Бежећи испред Османлијске силе по балканским земљама, многи монаси из тада окупираних балканских земаља, као и они са Свете горе и манастира Ивириона, били су принуђени да се повуку из својих светилишта. Уточиште су нашли у непроходној Сићевачкој клисури, где су поред још неколико манастира основали и Манастир Света Петку, на остацима старог, опустелог манастира, за који нису знали како је и када настао.
Била је то само једна од безброј светиња, (манастира, цркава и црквишта), у Сићевачкој клисури, које се данас помињу као Колонија руских монаха у Сићевачкој клисури. Сећање на њих народ је сачувао тако што је манастиру Свете Петке, додао називе Иверица или Иверац, по манастиру Ивариону.
У једном од турских пописа у време султана Мехмеда III (1595—1603), Манастир Свете Петке се последњи пут помиње, с краја 16. века, „као дужник десетка на жито, воће, кошнице, од млинова и осталог у укупном износу од 500 акчи.“ Износ намета говори да се у то време радило о добростојећем манастиру.
Манастир су Османлије срушиле за време једног великог народног сабора у 16. веку, који им није био по вољи и све до с краја 19. века, виделе су се само рушевине старог манастира Свете Петке. Предање казује да су Турци на простору цркве живе сахранили 12 младих девојака. Црква их је сврстала у светице.
Од првобитног манастира данас је видљива само мутвак-оџаклија старог манастирског конака и импозантна зарубљена камена пирамида, што сведочи о старости манастира. У откопаним старим темељима манастирске цркве, с краја 19. века, откривена су три слоја градње и пронађени предмети из различитих периода — копља, стреле, оклоп, новчић из времена краља Уроша I — што додатно говори о старости и разарањима првих храмова на овом Манастирском простору.
Последњи пут Цркву Свете Петке, која у том облику и данас постоји, на темељима старијег храма који су изградили Мрњавчевићи, на претходним темељима још старије богомоље, а потом и монаси из Ивариона, по четврти пут подигле су 1898. године инжињеријске јединице српске војске, које су припремале терен за прокопавање тунела и пролаза за пут и пругу кроз Градиштански кањон Сићевачке клисуре.
На важном задатку за развој путне мреже Србије у 19 веку, инжињерци војске Србије су примили вест да је краљ Александар I спасен сигурне смрти у мору, код Бијарица, у Француској и тим поводом започели обнову цркве. Како стоји на спомен табли градитеља цркве они су овај објекат изградили:
| „ | У славу срећног спасења Врховног Команданта Краљев. српске војске Његовог Величанства краљ Александара I овај храм из темеља обнављају захваљујући се Свемогућем што је сачувао драгоцени живот Узвишеног Господара Србије, а у знак топлих осећања који су према његовој узвишеној личности прожети. Официри и војници инжињеријски трупа. Изградњом грађевине руководио је капетана Живојина Дамњановић. | ” |

Поред података записани на спомен-плочи постављеној на западном зиду поред улаза у храм, о градњи цркве говори и књига, Житије светих, манастира Света Петка у Островици, коју је успео да сачува и заштити Јеромонах Стефан, из Манастира Успеније Пресвете Богородице у Вети, коју је о трошку манастира укоричио у Београду. У овој књизи, која је уједно и једини својеручни текст градитеља цркве Света Петке у Островици, инжињеријског капетана Живојина Дамњановића, на првој страни књиге плавим мастилом, на годишњицу освећења цркве Света Петка 1899. године у Островици записано је:
| „ | Данас 15. фебруара 1899. год. Прослависмо у овоме храму Св. Петке и Краљевском манастиру 700 стоту годишњицу откако је први Немањић Стеван доцније Св. Симеон Мироточиви преминуо. Ово записа капетан инжињеријски Живојин Дамњановић који и ове године као и ранијих (нечитко) са војницима ове чете. Код овог манастира и месту за три године рада из темеља обновише а за успомену сретног и чудесног спасења Њег. Величанства Краља Србије Александра I ог Обреновића V ог кад је био у опасности на мору у Бијарицу 19 ог августа 1895 те год. Црква ова освећена је 14. октобра 1898. године. | ” |

Манастирску цркву пројектовало је Министарство грађевина. Главни архитекта храма био је Светозар Ивачковић из Београда. Финансијску помоћ за њену изградњу дао је и сам краљ Александара I.

## Једини војни манастир у Србији
Од освешћења 1898. године па све до 1903. године манастир је у поседу војске Србије и у њеми су верску службу вршили војни свештеници, што потврђује указ краља Александра I од 19. фебруара 1901. године када је за старешину манастира постављен војни свештеник. Манастир је у том периоду носио име Краљевски српски војни манастир Света Петка Иверица. Пуни назив манастира види се на манастирском печату, којим је оверен један од телеграма из 1903. године. Овај податак је занимљив јер у историји српске православне цркве није познат сличан пример.
Да је Манастир Свете Петке „Иверица“ био први и једини војни манастир у Србији, постоји више материјалних доказа;
- Сачуван је указ краља Александра I Обреновића, којим се за „старешину манастира војног Света Петка поставља војни свештеник г. Жунић“. Овај документ датиран, 19. фебруар 1901. година.
- Телеграму од 29. маја 1903. године, у коме се потчињене јединице обавештавају о погибији краља Александра и краљице Драге, и у коме се на манастирском печату којим је телеграм оверен, налазио, тадашњи пуни назив манастира — Краљевски српски војни манастир Света Петка „Иверица“.

Од освећења до Мајског преврата 1903. године, манастир је био у власништву Српске војске, када прелази у власништво Епархије нишке.

## Архитектура и фрескодекорација
Архитектура
Црква је сазидана, по типском пројекту оновременог министарства грађевина, у српско-византијском стилу. Она је у архитектонском смислу једнобродна грађевина, са полукружном апсидом на истоку, чији зидови због наизменичне употребе двобојне декорације, подсећају на камена и опеку. Изнад наоса уздиже се купола на осмострану тамбуру.
У храм се улази са западне и јужне стране, кроз лучне улазне отворе, чије су архиволте зракасто украшене. Црква је добро осветљена кроз четири прозора у облику бифора на наосу, три једноставна на апсиди, и по једним на свакој страни тамбура. Сви прозорски отвори су лучно завршени и надвишени архиволтама у плитком рељефу.
Поред цркве налази се издвојени звоник из 1898. године, са три звона тешка 400 килограма.
На јужној граници манастирског дворишта скоро уз сами ограду поред магистралног пута Ниш—Софија изграђена је велика, купаста стена, од полутесаног камена, претворена у капелу. Она је једна је од ретких преосталих доказа, о овом манастиру из давних времена.
Поред цркве, налази се манастирско гробље, на коме је сахрањено неколико инжењераца, погинулих на пробијању тунела кроз Сићевачку клисуру, у време градње цркве.
Фрескодекорација
Унутрашњост цркве Манастира Свете Петке „Иверице“ није живописан, само је на таваници плаво небо осликано звездама. Постоји и једна фреска на којој је приказана „Бура на мору“, без већег уметничког значаја са намером да подсећа на догађај поводом кога су инжињерци српске војске подигли манастирску цркву. Споља, са западне стране храма уочљив је лик Свете Петке насликан на лиму.
Иконостас који је постављен одмах по завршетку градње храма, осликао је Милутин Марковић, професор цртања Гимназије „краљ Милан I” из Ниша. Марковић је иконостас насликао највероватније по угледу на иконостасе руских цркава.

## Угроженост
Каменолом који је отворен у Островици 1886. године, на само 200 метар ваздушне линије, непрестано већ више од 125 година озбиљно угрожава манастир и његове објекте и шумску и биљну вегетацију у његовом окружењу, каменом прашином, вибрацијама и „летећим“ камењем изазваним минирањем стена.
Завод за заштиту природе из Ниша уочио је и негативан утицај саобраћаја (јер уз сам манастир пролази магистрална саобраћајница Ниш—Софија), који такође вибрацијама и аерозагађењем угрожава манастирски комплекс.
Пуштањем у саобраћај 9. новембра 2019. године источног крака аутопута Е-80, који заобилази са јужне стране Сићевачку клисуру значајно ће бити умањен негативни утицај старе (некада магистралне) саобраћајнице Ниш — Софија кроз Сићевачку клисуру, на инфраструктуру Манастира Свете Петке Иверица, пре свега смањењем вибрација и аерозагађења.